# Oceanapia vacua
Oceanapia vacua är en svampdjursart som först beskrevs av Sarà 1961.  Oceanapia vacua ingår i släktet Oceanapia och familjen Phloeodictyidae. Inga underarter finns listade i Catalogue of Life.